# Гай Фурій Паціл
Гай Фурій Паціл (лат. Gaius Furius Pacilus; ? — після 251 до н. е.) — політичний, державний та військовий діяч Римської республіки.

## Життєпис
Походив з патриціанського роду Фуріїв. Син Гая Фурія Паціла. Про молоді роки немає відомостей. 
Брав участь у Першій Пунічній війні. У 251 році до н. е. його було обрано консулом разом з Луцієм Цецилієм Метеллом. Воював на Сицилії проти карфагенян на чолі із Гасдрубалом, сином Ганнона. Проте діяв з колегою мляво, побоюючись слонів ворога. Зрештою за наказом сенату Паціл повернувся до Риму. Про подальшу долю його немає відомостей.